# بنجامین ابراهیم‌زاده
بنجامین ابراهیم‌زاده (زادهٔ ۳ ژانویهٔ ۱۹۸۰) یک تنیس‌باز و مربی تنیس اهل ایران است.